# Khanti-Mansisk
Khanti-Mansisk (khanti: Ёмвоҷ, Yomvoḉ; mansi: Абга, Abga; rus: Ха́нты-Манси́йск) és una ciutat al districte autònom de Khàntia-Mànsia de l'Óblast de Tiumén, Rússia. Es troba a la vora del riu Irtix, 2.900 quilòmetres a l'est de Moscou.
Va ser fundada el 1930 com a l'assentament de treball "Ostiako-Vogulsk", amb els noms obsolets dels pobles Khanti i Mansi que habitaven la regió. En 1940 la van rebatejar com a Khanti-Mansisk i el 1950 va ser nomenada ciutat, incorporant el poble de Samarovo, que existeix des de 1637.

## Clima
Khanti-Mansisk té una temperatura mitjana de gener de −18,9 i la de juliol de +18,4. 7 mesos de l'any, d'octubre a abril, tenen temperatures mitjanes frígides (per sota de zero de mitjana). La pluviometria mitjana és d'uns 530 litres.

## Esports

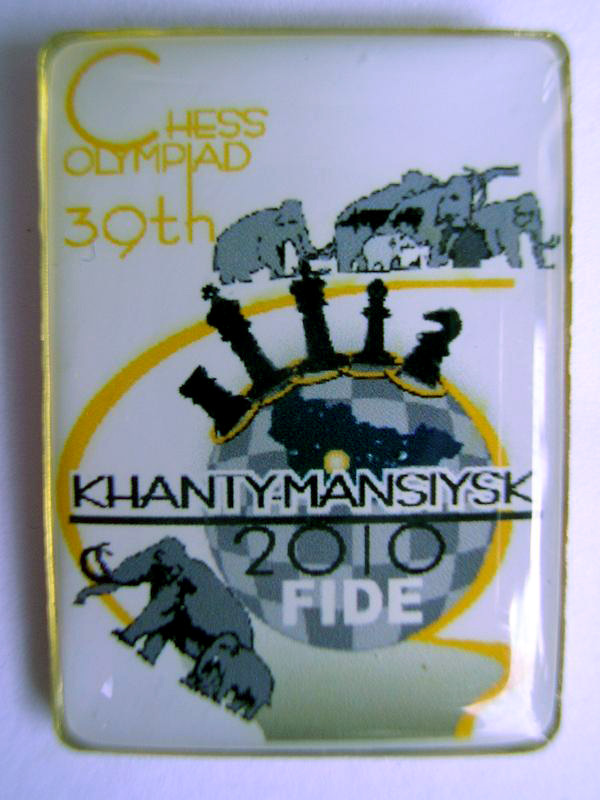
Pin amb el logo de l'olimpíada d'escacs de 2010.

### Biatló
Khanty-Mansisk és coneguda com una parada regular del circuit de Copa del Món de biatló. Va ser escenari del Campionat Mundial de Biatló de 2003 i ha estat designada seu per al campionat de 2011.

### Escacs
La ciutat és un important centre escaquístic a Rússia. Ha estat seu d'importants torneigs d'escacs, com les edicions de la Copa del Món de 2005, 2007, 2009 i 2011, la 39a Olimpíada d'escacs (2010), el Campionat del món d'escacs femení de 2012 o el Campionat del món d'escacs femení de novembre de 2018.

## Galeria d'imatges

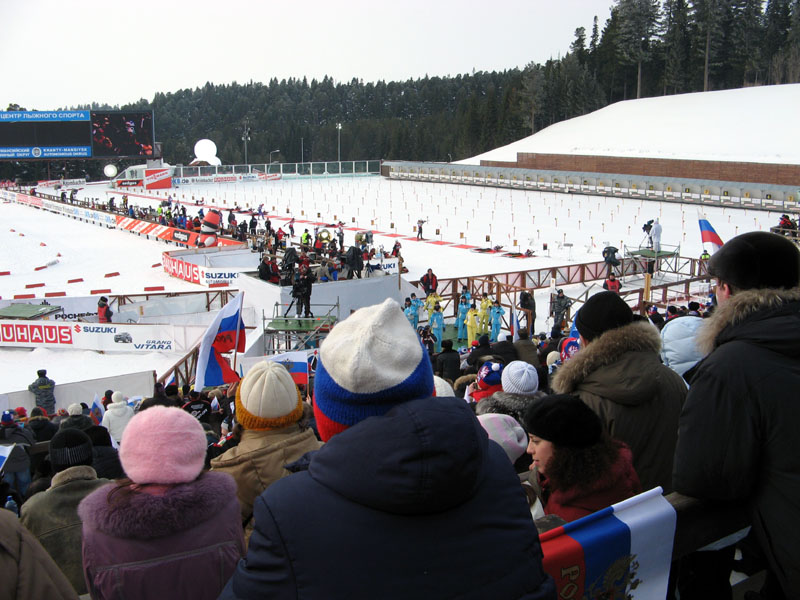
Estadi de biatló de Khanti-Mansisk
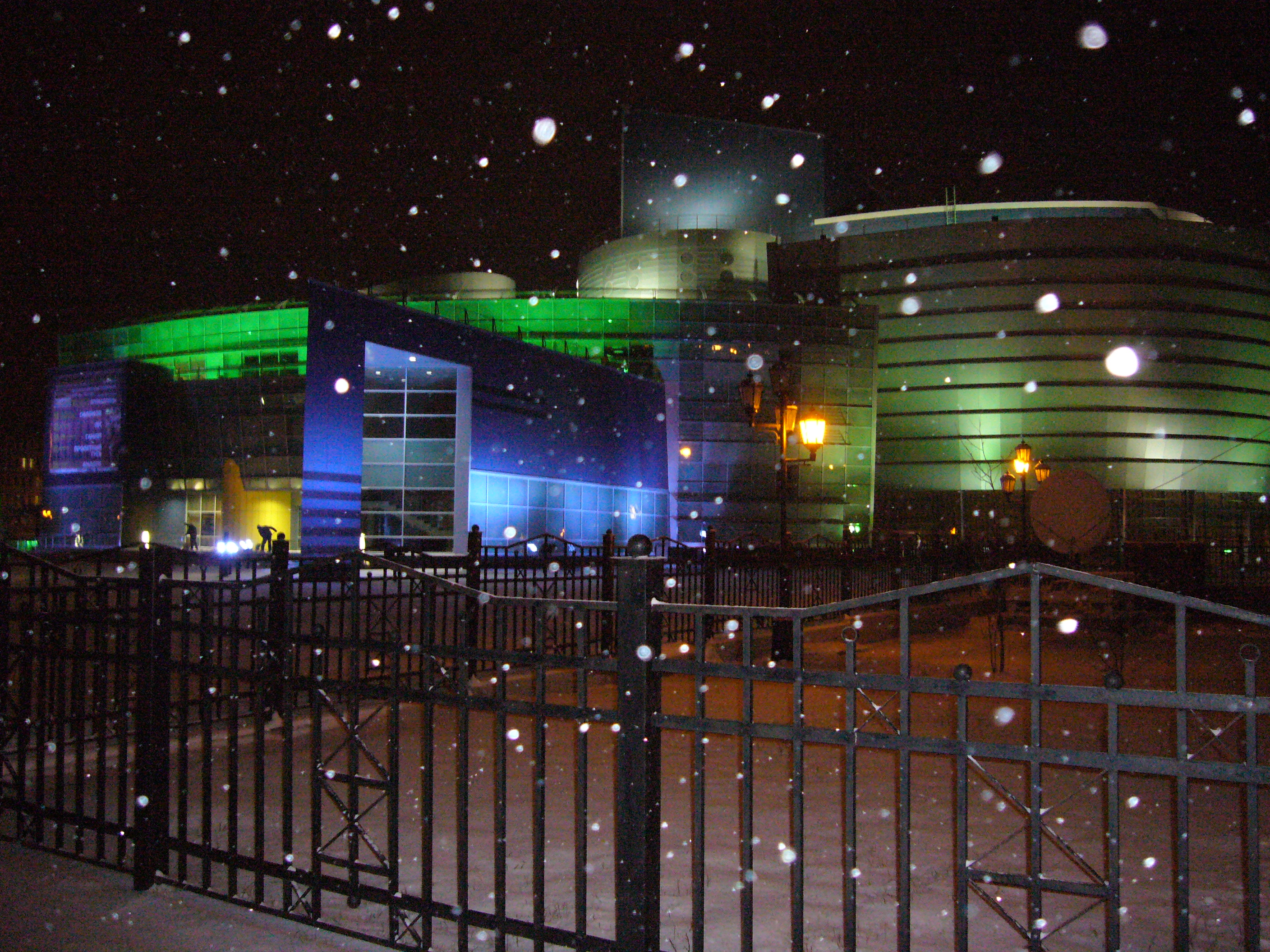
Teatre de Khanti-Mansisk